# Antiga Casa de la Vila (Monistrol de Montserrat)
L'Antiga Casa de la Vila és una casa consistorial de Monistrol de Montserrat (Bages) inclosa a l'Inventari del Patrimoni Arquitectònic de Catalunya.

## Descripció
Tipologia de casa entre mitgeres amb planta irregular perquè forma xamfrà. Presenta poques obertures, i destaquen el balcó de la planta tercera amb una llosana barroca i una gran llinda amb data. Un gran ràfec de teula i ceràmica coronen la façana que es de maçoneria amb carreus ben treballat en les obertures i cantoneres.

## Història
Presenta moltes transformacions, així com elements arquitectònic d'època barroca. En el balcó de la tercera planta hi ha una llinda amb la data 1659.